# Медаль «Для турецких войск»
Медаль «Для турецких войск» — государственная награда Российской империи, предназначенная для турецких солдат и офицеров, находившихся в одном лагере с российским вспомогательным корпусом на Босфоре в 1833 году.

## Основные сведения
Медаль «Для турецких войск» учреждена 10 мая 1833 года указом Николая I. Указ об учреждении был сообщён военным министром А. И. Чернышёвым министру финансов Е. Ф. Канкрину. Медаль имела два основных варианта — золотой и серебряный.

## Порядок награждения
Награждались данной наградой военные Османской империи, присутствовавшие на Босфоре во время пребывания российского десантного отряда на Босфоре в лагере «Гаух-Кер-искелесси» (Султанская пристань). Серебряными медалями награждали простых солдат, золотыми — офицеров и генералов. Восемь золотых медалей, украшеных бриллиантами, было вручено наиболее высокопоставленным награждённым.

## Описание медали
Медали сделаны из золота и серебра. Диаметр 28 мм. На лицевой стороне медали изображён вензель Николая I, увенчанный большой императорской короной. Примечательно, что изображение креста на короне было весьма малым. На оборотной стороне дата: «1833», окружённая лавровым венком.
На Санкт-Петербургском монетном дворе было отчеканено 2265 серебряных и 168 золотых медалей, из них 8 медалей было украшено бриллиантами.

## Порядок ношения
Медаль имела ушко для крепления к ленте. Носить медаль следовало на груди. Лента медали — Александровская (красного цвета, как и флаг Османской империи).